# The Mamas
The Mamas је шведско-америчка соул и госпел група.

## Каријера
Групу чине Ешли Хејнс (рођена 19. јануара 1987. у Вашингтону), Лулу Ламот (рођена 16. априла 1981. у Малмеу)  и Дина Јонас Мана (рођена 5. септембра 1981. у Стокхолму). Оснивачки члан Парис Ренита напустила је групу 2019. године.
Као четворочлана група, група је обезбедила пратеће вокале за песму Џона Лундвика "Too Late for Love". Лундвик је победио на такмичењу и представљао Шведску на такмичењу за песму Евровизије 2019. одржаном у Тел Авиву у Израелу, а група је наставила да пева пратеће вокале.
Група The Mamas је освојила Мелодифестивален 2020. године са укупно 137 бодова, што значи да ће представљати Шведску на такмичењу за Песму Евровизије 2020, који је требало да се одржи у Ротердаму. Такмичење је отказано у марту 2020. због пандемије ковида-19.
Група се вратила на такмичење следеће године, директно се квалификовала за финале али је овог пута завршила на 3. месту.

## Дискографија

### Синглови
| Назив                                              | Година |
| -------------------------------------------------- | ------ |
| "When You Wish Upon a Star"                        | 2019   |
| "Let It Be"                                        | 2020   |
| "Touch the Sky"                                    | 2020   |
| "A Christmas Night to Remember"                    | 2020   |
| "In the Middle"                                    | 2021   |
| "Itsy Bitsy Teenie Weenie Yellow Polka Dot Bikini" | 2021   |
| "Sun Goes Down"                                    | 2021   |
| "Say So"                                           | 2021   |
| "Just a Little"                                    | 2021   |
| "Don't Kill the Groove"                            | 2021   |